# Зимавсегда
«Зимавсегда» — российский музыкальный проект Евгения Кубынина, основанный в 2009 году в Санкт-Петербурге. Фигурант списка лучших «20 новых русских музыкантов» по версии журнала Time Out, а также трибьют-проекта «Re:Аквариум» портала «Лента.ру» (к юбилею группы «Аквариум»). Коллектив выступал на одной сцене с известными западными исполнителями (Paul Banks (Interpol), Brazzaville, Yoav).

## История
Первоначально коллектив базировался в Волгограде, но, фактически, официально группа была сформирована только в Санкт-Петербурге в 2009 году. Тогда же состоялся интернет-релиз дебютного альбома «Родилась Сегодня», который сразу после выхода стал доступен для бесплатного скачивания на официальном сайте «Зимавсегда». В течение первого года существования группа успела принять участие в нескольких фестивалях, занять первое место в слушательском голосовании программы Андрея Бухарина «Уроки Русского» на радио Maximum и стать номинантом премии Артемия Троицкого «Степной Волк» в разделе «Дебют».
Второй студийный альбом группы, получивший название «Доброжелатель», записывался на студии Сергея Наветного (экс-«Сплин») в Санкт-Петербурге и вышел в 2011 году. Презентация пластинки прошла на концертной площадке клуба «16 Тонн» в Москве и в клубе «Зал Ожидания» в Петербурге. После успешной презентации группа дала ряд концертов в других городах России. Летом «Зимавсегда» прошла первый отборочный тур конкурса для новых групп, организованного радиостанцией «Серебряный Дождь», — члены жюри, в числе которых были Михаил Козырев, Илья Лагутенко, Диана Арбенина и Владимир Матецкий, по достоинству оценили новую композицию «Манон».
В конце года группа также выпустила макси-сингл «Нежнее Нежного», в который вошла одноимённая песня на стихи Осипа Мандельштама. Мастеринг финальной версии релиза был сделан в Лондоне на легендарной студии Abbey Road саунд-продюсером Кристианом Райтом, до того работавшим над записями Muse, Keane, Брайана Ферри и саундтреками нескольких голливудских кинокартин. Представив сингл в столицах, группа провела несколько аншлаговых концертов в регионах, в том числе презентовала позднее программу со струнным квартетом, а также впервые сыграла в академической филармонии.
В 2012-м «Зимавсегда» закрепили успех у аудитории, неоднократно появившись в репортажах на телевидении («Россия», «Россия-2», «Москва-24», «Дождь» и др.). Композиции группы попали в эфир радиостанций «Маяк», Next FM и «Наше радио». Также «Зимавсегда» неоднократно выступили «живьем» в прямом эфире на телеканалах «Россия» и «Дождь». Другая недавняя работа группы — песня «Капитан Африка», выпущенная к юбилею группы «Аквариум» для одноимённого трибьют-проекта.
Летом того же года группа также участвует в съёмках нового многосерийного фильма «Студия 17», выходящем в следующем сезоне на одном из российских телеканалов.
В сентябре 2012 года вышел новый студийный сингл группы, «На Все Сто». Работа над этой песней велась на студиях «Мелодия», «Добролет» и Galernaya 20. Запись и сведение в Петербурге осуществил Роман Уразов, мастеринг — К. Райт на студии Abbey Road. По словам вокалиста группы «Зимавсегда» Евгения Кубынина, «На Все Сто» вызывала очень бурную реакцию на концертах коллектива, поэтому фактически именно поклонники попросили группу записать этот трек раньше всех.
В конце начале ноября состоялся сетевой релиз «Наброски», являющийся сборником неизданных песен «Зимавсегда». Ни одна песня с альбома ранее не появлялась в дискографии, тем не менее, «Наброски» можно считать скорее внеплановым релизом, нежели новым альбомом. Сетевой релиз появился, в частности на сайте ThankYou.ru, и представляет собой десять треков, записанных в стилистике босанова и исключительно в акустическом звучании. Кроме того, на альбоме присутствует концертный бонус-трек «Включай весну», записанный на выступлении со струнным квартетом в Санкт-Петербурге.
В середине ноября состоялась премьера совместного сингла «Зимавсегда» и поэтессы Веры Полозковой. Текст песни «Ни одной ноты» написала Вера Полозкова, аранжировку композиции придумал Евгений Кубынин, лидер «Зимавсегда». Песня была записана в несколько этапов на студиях в Москве и Петербурге и представлена в интернете при поддержке сайта «Лента.ру», а также прозвучала в эфире «Нашего радио» и станции «Маяк».
Во второй половине 2012 года состоялся концертный тур, приуроченный ко дню рождения группы «Зимавсегда»: коллектив посетил Москву, Санкт-Петербург, Архангельск, Ярославль, Тулу и другие регионы.
В 2013 году группа была выбрана для участия в концертах фронтмена популярной американской группы Interpol Пола Бэнкса (Paul Banks) и всемирно известного исполнителя Yoav (Великобритания). «Зимавсегда» выступили в качестве специальных гостей на концертах артистов в крупнейшем петербургском клубе «Космонавт». Примерно в то же время коллектив с успехом представил на сольных концертах в Санкт-Петербурге и Москве особую программу "Концерт «Два в одном», объединив в ходе одного концерта акустические номера, как на альбоме «Наброски», и «электричество» с новыми песнями группы.
В середине мая 2013 года группа приняла участие в съёмках нескольких телепрограмм: на Первом канале в шоу «Вечерний Ургант», в музыкальном шоу Тутты Ларсен «Выше крыши» и на телеканале «Дождь», где также представила внеплановое видео на песню «Манон» с предыдущего альбома.
В 2015 году группа выпускает новый альбом «Кажется важным», в который вошло 11 песен, включая ранее изданную как сингл «Запуск сердца». Средства на запись альбома собирались при помощи краудфандинговой платформы Planeta.ru.
В марте 2017 года состоялся релиз четвёртого номерного альбома «Всеоружие», состоящего из 10 песен. Презентация альбома состоялась 24 апреля в Москве в клубе «Fassbinder / Artplay» и 27 апреля в Санкт-Петербурге в музее современного искусства «Эрарта».
Весной 2018 года Кубынин распускает состав музыкантов. С этого момента «Зимавсегда» принято считать сольным проектом Евгения Кубынина. 21 сентября 2018 года состоялся релиз пятого студийного альбома «Ледовитый», который получил преимущественно акустическое звучание. В поддержку альбома состоялся масштабный акустический тур Евгения Кубынина по городам России.
В 2019 году «Зимавсегда» выпускает 4 новых сингла «Одному», «Парню с гитарой», «Плачь», «В один день», которые войдут в готовящийся шестой студийный альбом.
14 февраля 2020 года на стриминговых платформах состоялся релиз нового одноимённого альбома «Зимавсегда». В первой половине 2020 года прошёл тур в поддержку нового альбома по городам России. 1 мая 2020 года была представлена акустическая версия данного альбома.
8 октября 2021 года «Зимавсегда» выпускает 7 студийный альбом, получивший название «Тревога и нега».
Осенью 2023 года состоялась премьера совместной песни с группой «Заточка» — «Миллиарда четыре». Песня несколько недель занимала первую строчку хит-парада «Чартова дюжина».
Восьмой студийный альбом «Зимавсегда» получил название «8» и был представлен в формате двойного релиза: первая часть альбома вышла 15 сентября 2023 года, вторая часть — 15 марта 2024 года. Оба релиза сопровождались туром по городам России в поддержку альбома.

## Участники
- Евгений Кубынин — вокал, гитара

### Бывшие участники
- Александр Карпов — клавишные, электропианино, бэк-вокал
- Николай Кунавин — барабаны, перкуссия, биты, кахон
- Фарид Азизов — бас-гитара
- Антон Новиков — барабаны
- Евгений Трухин — бас-гитара
- Антон Еремин — клавишные
- Валентин Ворожейкин — барабаны
- Евгений Руденко — клавишные

## Дискография

### Студийные альбомы
- 2009: Родилась сегодня
- 2011: Доброжелатель[6]
- 2015: Кажется важным
- 2017: Всеоружие
- 2018: Ледовитый
- 2020: Зимавсегда
- 2020: Зимавсегда (акустика)
- 2021: Тревога и нега
- 2023: 8
- 2024: 8, Pt. 2

### Синглы
- 2011: Нежнее Нежного
- 2012: На Все Сто
- 2012: Ни Одной Ноты (совместный трек с Верой Полозковой)
- 2013: Запуск Сердца / Я Счастлив
- 2014: Просыпайся (совместный трек с DeliVanDiko)
- 2015: Тёлки, тачки (совместный трек с Anacondaz)
- 2015: Не уходи
- 2015: Из бара в бар (совместный трек со Screw)
- 2015: Вокруг солнца (EP)
- 2016: Зря влюбился
- 2016: Убить королеву
- 2017: Не волнуйся ни о чём (EP)
- 2018: Здорово, что ты есть (EP)
- 2018: Мечта
- 2019: Одному
- 2019: Парню с гитарой
- 2019: Плачь
- 2019: В один день
- 2020: Ты как праздник
- 2020: Семья (EP)
- 2021: Камня на камне
- 2021: Папа
- 2021: Новогодняя
- 2022: После косплея (feat. Гуша Катушкин)
- 2022: Гляди на море впрок  (feat. Вера Полозкова)
- 2022: Если повезёт (feat. Аффинаж (группа))
- 2022: Оркестр велосипедных звонков (EP)
- 2023: Почти (feat. Женя Любич)
- 2023: Без лишнего (feat. Саша Шевцова) (EP)
- 2023: Сказка не кончится (feat. Мой Спутник)
- 2023: Нравится жить (feat. Павел Пиковский)
- 2023: Печаль (feat. Mazzltoff)
- 2023: Серебро и ртуть (feat. Аффинаж)
- 2023: Так будет лучше (feat. Екатерина Яшникова)
- 2024: Возьми свечу (feat. Гребенщик, Екатерина Яшникова)
- 2024: Птица

### Другие релизы
- 2012: Капитан Африка (в рамках проекта «Re:Аквариум»)
- 2012: Наброски (сборник неизданных песен)
- 2014: Тесно (совместный трек с Anacondaz)
- 2015: Тёлки тачки (совместный трек с Anacondaz)
- 2019: Башня (совместный трек с Printa)
- 2023: Миллиарда четыре (совместный трек с Заточка)
- 2024: Верни мои стихи (совместный трек с Господин Литвинович)

### Видео
- 2010: Ёжик
- 2010: Кай
- 2010: Ночью
- 2010: В Пальто и Штанах
- 2011: Тишина в пустоте
- 2013: Манон
- 2015: Поздно
- 2015: Любимый Город (feat. Auroraw & Даша Шульц)
- 2016: Без зонта
- 2016: От нежности до ненависти
- 2017: Я в тебе не сомневаюсь
- 2017: Ищи ещё
- 2017: Исчезну
- 2018: Убить королеву
- 2018: Мечта
- 2019: Одному
- 2019: Одному
- 2021: Папа
- 2021: Театр
- 2023: Так будет лучше (feat. Екатерина Яшникова)
- 2024: На двоих
- 2024: Птица

## Критика

### Российская пресса
- «Русский Репортер»: «Зимавсегда» — пожалуй, самая вменяемая молодая российская группа. Их музыке чужды болезненные амбиции, как то: соответствовать модному стилю, эпатировать фриковатостью или истерично высказываться по политической повестке. В их текстах почти нет экзотических бытовых подробностей, зато много старомодных метафор и романтических признаний… В России просто нет музыкантов, с которыми «Зимавсегда» встала бы в один ряд[7].
- «Прекрасная команда. Безупречный звук, красивые мелодии, честные лица и песни про „чей-то ослепительный взгляд“, „лето цвета мокрого асфальта“ и прочие радости юности. С одной стороны, ребята действительно наивные и мечтательные, с другой — очень профессиональные… В музыке „Зимавсегда“ намешано много всего — от отечественной бардовской песни до Radiohead. Впрочем, если искать аналоги в западной музыке, то „Зимавсегда“ — это, скорее, наш ответ группе Coldplay»[8].
- Geometria.ru: «Пронзительный бородач Евгений Кубынин вершит своей лирикой чудеса. Его гармонии, в другом бы случае, вышибли слезу, но тут — не избавиться от просветленной улыбки. Голос, магически неожиданно, но всегда логично, переливается из регистра в регистр, как если бы Том Йорк пел литургии Чайковского. Песни о мужском, повседневном, чуть грустном, но теплом».
- Time Out Moscow: «Зимавсегда» — наш романтический ответ группе Maroon 5 — весьма убедительный. Теоретически голос Евгения Кубынина должен производить на девушек такое же магическое воздействие, что и тембр Адама Левайна. Не то чтобы у нас сейчас был недостаток в романтиках от поп-рок-музыки; но эти романтики, заполоняющие FM-частоты, своими песнями передают намерение слушательницу поскорее раздеть, загипнотизировать своим нежным голосом и получить в полное пользование. «Зимавсегда» — как кавалер, который не дотрагивается до девушки за время свидания ни разу, но говорит так убедительно, что о продолжении вечера она мечтает сама"[9].
- Борис Барабанов, «КоммерсантЪ»: «На альбоме есть как минимум одна песня, которой от отечественного автора никак не ждешь. Она называется „Манон“ и в буквальном смысле вытекает из заглавного инструментального номера. Тут всего очень по-русски много — слов, слоев, электронных эффектов, семплов, но, по странному стечению обстоятельств, от этой 6-минутной композиции остается ощущение талантливо сбалансированного объёма музыки[6].
- „Афиша“: „Зимавсегда“ — нечастый случай, когда авансы оправданы и у группы есть шансы на успех, в первую очередь благодаря умению писать запоминающиеся и непошлые песни, в которых даже клише неожиданно срабатывают. Отдельный плюс — за осторожные эксперименты со звуком: кое-где англофильский поп-рок „Зимавсегда“ удачно положен на хип-хоповый бит… С одной стороны, их музыка отсылает к саундтрекам советского кинематографа 70-х, с другой — к пляжной романтике; причем комбинация двух не самых очевидных подходов на выходе дает вполне хитовый результат».
- «Новые Известия»: «Вопрос в том, есть ли в стране авторы, способные написать что-нибудь поизящнее. Не хватает на самом деле очень простой вещи — мурашек на коже одновременно от красоты, простоты и глубины… Скажем, очаровательнейшая питерская команда „Зимавсегда“ без всякой медиаподдержки стабильно собирает клубные концерты в обеих столицах»[10].
- Eclectic Magazine: «Вы когда-нибудь ловили себя на мысли, что поп-рок-музыка, которую вы слушаете, гипнотизирует вас так, что вы входите в транс, начинаете неосознанно двигаться, раскачиваться из стороны в сторону под музыку и подпевать? Если нет, то пришло ваше время послушать песни группы „Зимавсегда“… Космический микс прелюдии до-мажор Баха в современной аранжировке и стихотворения Осипа Мандельштама — это и есть композиция „Нежнее нежного“, которая не может оставить равнодушным любого ценителя прекрасного. Всего 36 слов и вечная музыка — вот секрет отличного звучания этой песни… Лучшее лекарство от пресловутого сплина»[11].
- Евгений Стаховский, «Вести ФМ»: «Зимавсегда» — безусловно, один из лучших новых коллективов, хотя бы потому что они умудряются совмещать высокий стиль с романтической дворовостью"[12]

### Зарубежная пресса
- Главный редактор портала FarFromMoscow, профессор лос-анджелесского университета UCLA, филолог и славянист Дэвид Макфэдьен неоднократно замечал новые студийные релизы группы и опубликовал подборку своих любимых композиций «Зимавсегда» на сайте: «Можно провести параллели с хрупким, отчужденным вокалом Тома Йорка и советским стилем 70-х в духе Микаэла Таривердиева»[13].

## Side-проект «Людмил Огурченко»
Летом 2023 года Евгений Кубынин представил в сети side-проект «Людмил Огурченко» и выпустил одноимённый EP. В декабре 2023 года к проекту также присоединился участник групп «Заточка» и «Anacondaz» Илья Погребняк. В рамках данного side-проекта музыканты исполняют танцевальные и сатирические песни в жанре инди-поп.
Дискография проекта «Людмил Огурченко»:
- 2023: Людмил Огурченко (EP)
- 2023: Клаус (сингл)
- 2024: Таити (сингл)
- 2024: Соло на воробушке (альбом)